# Nervi sopraclavicolari
I nervi sopraclavicolari sono tre nervi cutanei che originano con un tronco comune dall'ansa cervicale inferiore del plesso cervicale. Sono costituiti da fibre provenienti da C3 e C4.
Il tronco si divide nelle tre branche (anteriore, media e posteriore) in corrispondenza del margine posteriore dello sternocleidomastoideo. I tre nervi si portano verso il basso facendosi superficiali vicino alla clavicola e distribuendosi alla cute della regione sopraclavicolare e della parte superiore della regione pettorale.